# Faroek Özgünes

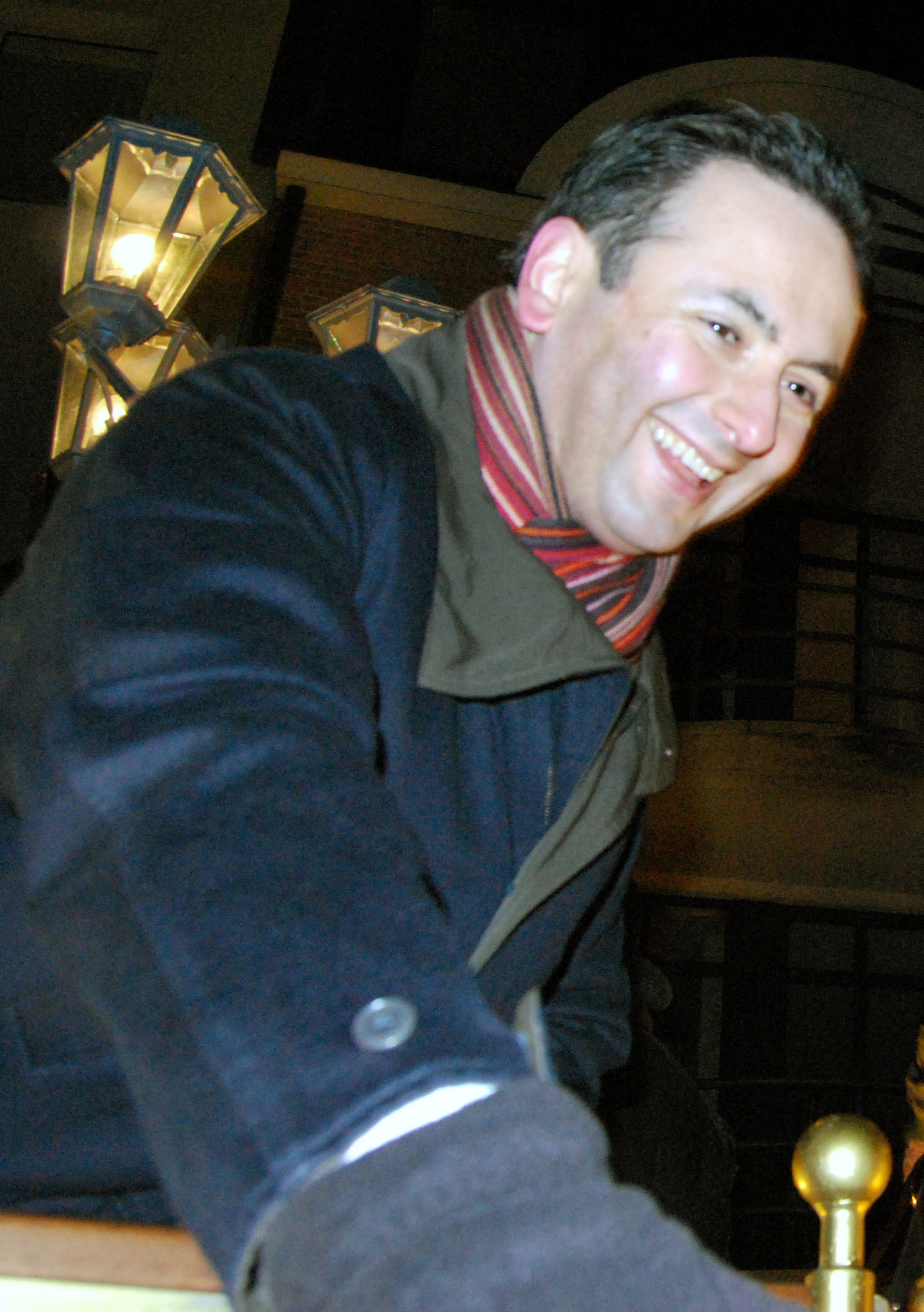
Faroek Özgünes tijdens de VTM-kerstparade in Genk, 2008

Faroek Özgünes (Ankara,Turkije 28 november 1963), is een Belgische televisiepresentator en journalist bij de Belgische commerciële televisiezender VTM.

## Biografie
Özgünes is van Turkse origine. Na zijn studies Journalistiek en Vertaler-Tolk, ging Özgünes in 1991 aan de slag als reporter bij VTM Nieuws. Hij combineerde dit er lange tijd met de functie van nieuwsanker (1991-2000, 2004-2011, 2020-heden), waarbij hij voornamelijk het laatavond nieuws verzorgde en ook een van de presentatoren was van het kortstondige Kanaal 2-nieuwsbulletin Info 2. 
Doorheen de jaren is hij zich binnen de journalistiek nadrukkelijk gaan specialiseren in justitie. Hieruit ontstond in 2008 het opsporingsprogramma Telefacts Crime, later hernoemd tot Faroek, dat hij sindsdien op VTM presenteert. In 2011 ruilde hij zijn taak als nieuwsanker in voor die van "Expert Justitie", van waaruit hij sindsdien de voornaamste justitieverslaggever is en ook geregeld in de nieuwsstudio duiding komt geven bij markante nieuwsfeiten. 
In 2010 schreef Özgünes een boek over de Parachutemoord, dat jaar een ophefmakende assisenzaak in België. In 2017 deed hij dit opnieuw, ditmaal over de Kasteelmoord. In 2018 was hij te zien in het televisieprogramma Boxing Stars.
In februari 2020 werd Özgünes enkele uren gearresteerd door de Ivoriaanse politie toen hij in Abidjan een reportage aan het maken was in de omgeving van een gevangenis. Na bemiddeling van de Belgische Federale Overheidsdienst Buitenlandse Zaken werden hij en zijn team weer vrijgelaten.

## Privé
Özgünes is getrouwd met Nathalie Goossens. Samen hebben zij vier kinderen, twee zonen en twee dochters.